# Quitman (Georgia)
Quitman – miasto w Stanach Zjednoczonych, w południowej części stanu Georgia, przy drodze krajowej 84, w odległości około 10 km od granicy z Florydą.

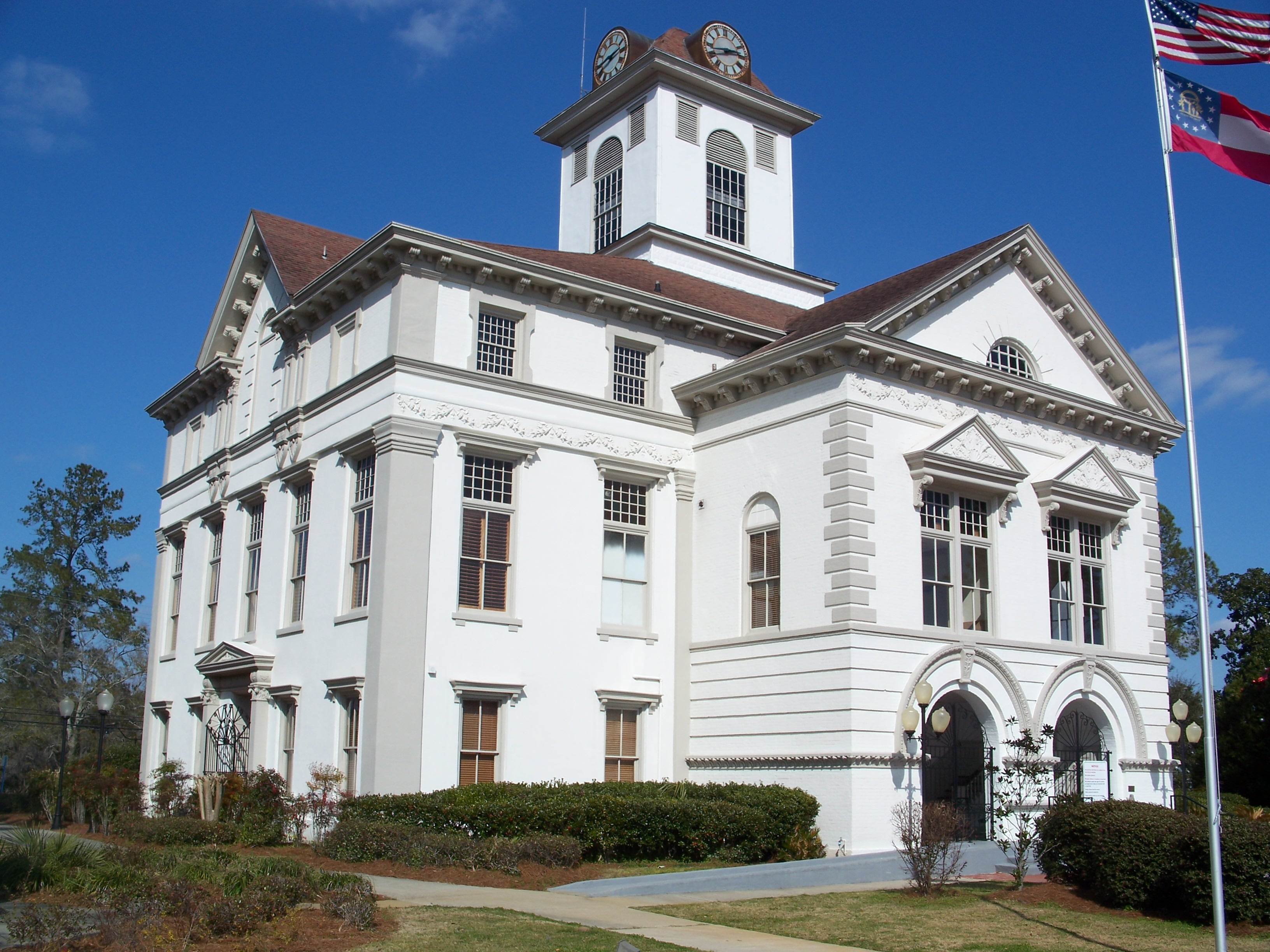
Budynek ratusza w Quitman (2010)

Quitmen jest siedzibą władz Hrabstwa Brooks.

## Demografia
W 2010 roku liczyło 4638 mieszkańców, a liczba ludności zmniejszała się – od 2000 roku (4929 osób) o 5,9%. W roku 2023 liczyło 4036 osób, a zaludnienie Quitman zmniejszyło się – od 2000 roku (4929 osób) o ponad 18,1%.

## Nazwa
Nazwa miasta pochodzi od nazwiska Generała John A. Quitmana bohatera wojny 1812 roku.